# Gabriela Kurylewicz
Gabriela Kurylewicz (ur. 23 czerwca 1971 w Warszawie) – polska filozof, doktor nauk humanistycznych (2003), poetka, tłumaczka, wykładowca akademicki, kompozytorka.

## Życiorys
Gabriela Kurylewicz jest córką Wandy Warskiej i Andrzeja Kurylewicza. Ukończyła studia na Uniwersytecie Warszawskim i University of London. Doktorat z filozofii obroniła w Instytucie Filozofii UW w 2003.
W 2001 założyła Fundację Forma – Teatr, Instytut Sztuki i Badań Filozoficznych. Od 2011 była wykładowcą na Uniwersytecie Warszawskim. W latach 2013–2016 prowadziła autorskie seminarium pod patronatem prorektora oraz konwersatorium przy Zakładzie Estetyki w Instytucie Filozofii. W 2013 prowadziła konwersatoria autorskie na Uniwersytecie Kardynała Stefana Wyszyńskiego. W 2016 założyła Pracownię Filozofii Muzyki (wspólnie z M. Szyszkowską i J. Michalik) w Instytucie Filozofii UW. Kontynuuje swoje seminarium filozoficzne w Piwnicy Artystycznej Kurylewiczów. Współpracowała z „Przeglądem Filozoficzno-Literackim” i „Jazz Forum”, a od 2020 w „Jazz Press” pisze felietony w autorskiej serii pt. Poezja i muzyka.
Należy do ZAiKS (Sekcja Autorów Dzieł Literackich), Stowarzyszenia Pisarzy Polskich (w latach 2011–2014 w Zarządzie Głównym, od 2017 w Zarządzie Oddziału Warszawskiego), STOART oraz SIEPM, ISNS, PTE. Od 2007 prowadzi Piwnicę Artystyczną Kurylewiczów – Pracownię Muzyki, Poezji i Filozofii w Warszawie i Wierzchucinie. Jest pomysłodawczynią i organizatorką festiwalu muzyki i poezji „Dni Muzyki Andrzeja Kurylewicza”, pracuje nad edycją krytyczną Dzieł wszystkich Andrzeja Kurylewicza i Wandy Warskiej.
Zajmuje się również kompozycją, którą traktuje jako przedłużenie poezji, jest autorką utworów na fortepian (Szkic morza w Karwi, św. Roch), altówkę (Violesque 1), skrzypce (Preludium C-dur, Notturno), skrzypce i altówkę (Chwilka) i wiolonczelę (Rondinella – Jaskółeczka).

## Wybrane publikacje
Książki filozoficzne.
- Dzieło sztuki i jego brak, Neriton, Warszawa 1996
- Poznawanie i niepoznawanie istnienia – Giovanni Pico della Mirandola. W poszukiwaniu metafizycznej zgodności wszystkiego, co istnieje, Semper, Warszawa 2004
- Kwintet platoński – 5 esejów z filozofii muzyki, Fundacja Forma, Warszawa

Przekłady.
- Tomasz z Akwinu, Traktat o Bogu, przekład pol. i komentarze G. Kurylewicz, Z. Nerczuk i M. Olszewski, Znak, Kraków 1998
- Giovanni Pico della Mirandola, O bycie i jednym
- List do Hermolao Barbaro, w Antologii Filozofii Łacińskiej XV wieku, red. E. Jung, Łódź
- Boecjusz, O pocieszeniu, jakie daje filozofia, przekł. pol. G. Kurylewicz, M. Antczak, Kęty 2006

## Poezja
Zbiory poezji
- Wiersze, Oficyna Literacka, Kraków 1992 (następne wydania: Kraków 1996 i Warszawa 2003)
- Wydłużyć horyzont, Oficyna Literacka, Kraków 1998 (drugie wydanie: Warszawa 2003)
- Tristia, Wydawnictwo Piwnica Artystyczna, Warszawa 2003
- Dwie historie, Fundacja Forma, Warszawa 2007
- Księżyc świadkiem, Fundacja Forma, Warszawa 2011
- Heaven and the Watch, Fundacja Forma, Warszawa 2011
- Everything Begins in Thought, Fundacja Forma, London 2013
- Rymki, Fundacja Forma, Warszawa 2014 (drugie wydanie: Warszawa 2019)
- Zaśpiew, Fundacja Forma, Warszawa 2020

Przekłady poezji.
- William Shakespeare, Hamlet, Sonety

## Fonografia
- Dwie historie, Gabriela Kurylewicz, Mauro Battisti, Andrzej Jagodziński, Seria: Poezja i Muzyka, Wydawnictwo Fundacji Forma, Warszawa 2007. Album złożony z dwóch płyt: CD1 Historia jednego dnia (scenariusz, wiersze i recytacje – G. Kurylewicz, muzyka, kontrabas – Mauro Battisti, wokaliza na zakończenie – Wanda Warska) oraz CD2 Nowa historia (scenariusz, wiersze i recytacje – G. Kurylewicz, muzyka, fortepian – Andrzej Jagodziński, wokaliza na zakończenie – Wanda Warska). Pomysł całości G. Kurylewicz, reżyseria dźwięku – Ewa Guziołek-Tubelewicz, nagrania studyjne w S4 i S1 PR 2002 i 2004. Dodana książka z wierszami. Wiersze G.Kurylewicz z tomów: Wiersze, Wydłużyć horyzont, Tristia, Księżyc świadkiem[1].